# Dinus de Mugello
Dinus de Mugello (también Dinus de Rossonibus) (1254-1303) fue un jurisconsulto e instructor de Toscana, Italia.
Jaime de Monjuich, natural de Barcelona, estudió en la Universidad de Bolonia siendo discípulo del célebre profesor Dinus de Mugello, ejerció la abogacía en esta ciudad y desempeñó cargos judiciales en la misma (cita de la obra escrita por Bienvenido Oliver Estudios históricos sobre el derecho civil en Barcelona, Cataluña, Plus Ultra, 1867).

## Biografía
Mugello nació en Florencia. Fue hijo de Jaime de Rossini, y estudió leyes en la Universidad de Bolonia. En 1279 fue invitado a sentar plaza como profesor en Pistoya donde estuvo 5 años.
Posteriormente, Mugello enseñó en Bolonia y fue el primero al que se le dio un estipendio público, y en 1257 se trasladó a Roma, donde Bonifacio VIII le empleó en compilar los 6 libros de los decretales o cartas de los soberanos pontífices, publicados en 1298, en las que se dilucidan algunos puntos de disciplina respondiendo a las consultas que les han hecho los obispos o algunas personas particulares. 
Mugello escribió varios trabajos correspondientes a su profesión, que lograron gran estima. Sus comentarios de las normas de la ley, conformes con Andrea Alciato, deben ser considerados vehementes,  escribió algunos tratados de la pandectas y las acciones. Una prueba de la autoridad que adquirió aparece en una orden hecha veronense si una determinación judicial debían ser primeramente las leyes municipales y estatutos, donde había silencio en el derecho romano o en las glosas de Accursius, y donde aquellas aparecían contradictorias, la opinión de Dinus fue decisiva, para zanjar esa cuestión.

## Obras

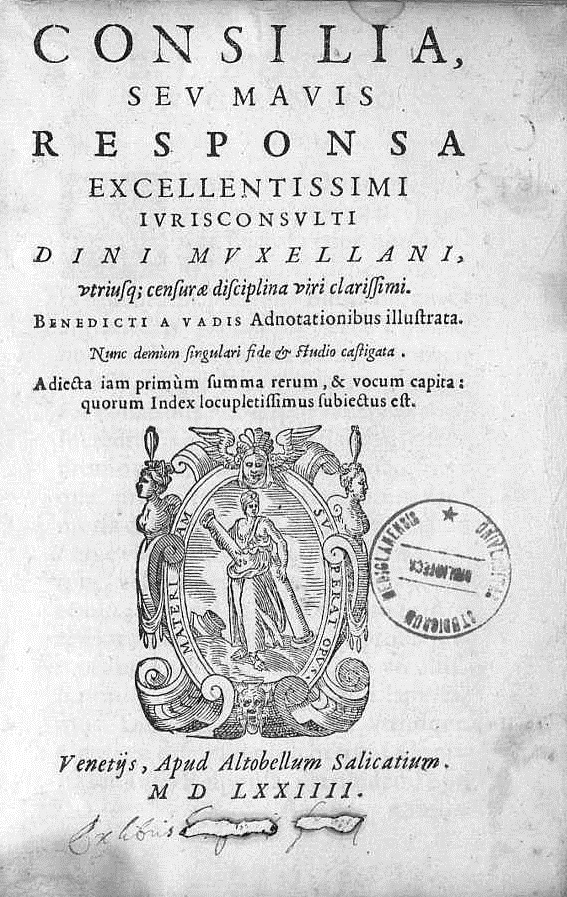
Consilia, 1574

- Super infortiato et digesto novo, Bologna, 1971.
- Commentarii in regulas juris, Coloniae, 1617.
- Consilia,.., Lugduni, 1551.
  - Consilia (en latín). Venezia: Altobello Salicato. 1574.
- Tractatus de interesse, 1549.
- Tractatus de glossis cotrariis, 1549.
- Tractatus authenticus des successionibus ab intetato, 1549.
- De regulis juri,.., Lugduni, 1533.
- Preclarus insignis tractatus..., 1527.
- Rubrice totius juris canonici et civilis, J. Petit, 1512.
- Ordo judiciorum
- Otras